# Vladimir Mihajlovič Komarov
Vladimir Mihajlovič Komarov (rusko Влади́мир Миха́йлович Комаро́в), ruski vojaški pilot, inženir, kozmonavt in dvojni heroj Sovjetske zveze, * 16. marec 1927, Moskva, Sovjetska zveza (sedaj Rusija), † 24. april 1967, Orenburška oblast, Sovjetska zveza.

## Življenje
Leta 1954 se je Komarov vpisal na Vojaško inženirsko letalsko akademijo Žukovskega in leta 1959 na njeni Letalsko tehniški fakulteti diplomiral.
Leta 1960 so ga zbrali v Prvi odred kozmonavzotv SZ. Najprej je bil nadomestni kozmonavt Popoviču za odpravo Vostok 4, zatem pa je poletel v Voshodu 1. Na svojem drugem samostojnem poletu v Sojuzu 1 se je pri povratku in pristanku zaradi napake pristajalnega padala smrtno ponesrečil.
Komarov je bil poročen z Valentino Jakovljevno Kiseljovo in je imel dva otroka, Jevgenija in Irino.

## Priznanja
Poimenovanja
Po njem se med drugim imenuje asteroid 1836 Komarov, ki so ga odkrili leta 1971 in od leta 1969 Astronavtsko raketarski klub v Ljubljani.